# Ticônio
Ticônio (em latim: Ticonius ou Tyconius ou Tychonius; fl. 370—390) foi um escritor donatista africano cuja concepção de "Cidade de Deus" influenciou Santo Agostinho.

## Vida e doutrina
Ticônio parece ter tido alguma influência sobre Agostinho de Hipona. Ele defendia uma forma mais branda do donatismo que Parmeniano, pois admitia uma igreja fora de sua própria seita e rejeitava o rebatismo de cristãos. Parmeniano escreveu uma carta contra ele que foi citada por Agostinho. Fora disto, quase tudo o que sabemos sobre ele está na obra "De viris illustribus" de Genádio de Massília:
| “ | Ticônio, um africano, educado em teologia, suficientemente instruído em história, não era ignorante em conhecimentos seculares. Escreveu livros, "De bello intestino" e "Expositiones diversarum causarum" [ambos apologias do donatismo]: nos quais, para defender seu ponto de vista, cita antigos sínodos; e, em vista deles, ele parece ter sido do partido donatista. Compôs oito [deveria ser sete] regras para descobrir o significado das Escrituras, que ele organizou num livro. também explicou todo o "Apocalipse de João", compreendendo-o todo num sentido espiritual e nada carnal. Em sua exposição, afirmou que o corpo [de um homem] é a morada de um anjo. Negou a ideia de um reino de justos na terra por mil anos depois da ressurreição [milenarismo] depois da ressurreição. Também não admitia duas futuras ressurreições dos mortos na carne, uma para os bons e outra para o maus, mas apenas uma para todos, na qual os mal-gerados e deformados também se erguerão, de modo que parte alguma da raça humana que tenha sido animada por uma alma pereça. Mostrou a distinção entre as ressurreições como sendo, na verdade, que devemos acreditar que há uma revelação dos justos agora no mundo, quando os que foram justificados pela fé se erguem pelo batismo da morte do pecado para a recompensa da vida eterna, e a segunda [ressurreição] sendo a geral de toda a carne. Ele floresceu na mesma época de Tirânio Rufino, no reinado de Teodósio I e seu filho. | ” |
|   | — 'De viris illustribus, Genádio de Massília. |   |

Este período equivale confina os extremos de sua vida entre 379 e 423.

## Obras
A obra mais conhecida de Ticônio, as "Sete Regras da Interpretação" (da Bíblia) foi citada e explicada por Santo Agostinho em "De doctrina christiana", cuja autoridade emprestou-lhes grande importância no ocidente por séculos. Beda também as cita. Ticínio escreveu um cometário sobre o Apocalipse de João, explicando-o à luz das sete regras e num foco amilenarista.

## Doutrina

### Homoousios
Ticônio defendia a doutrina nicena do homoousios afirmando: "[Na imagem do Filho] sentado com [o Pai], ele demonstra que o Filho participa do poder do Pai. Pois o que mais pode significar ele estar sentado no trono do Pai a não ser que ele é de uma e a mesma substância [ousia]? Pois Deus Filho é poderoso, que no Pai está em todo lugar e seu poder preenche o céu e a terra".

### Edições
- Ticônio. Le Livre des Regles. Introduced and translated by Jean-Marc Vercruyse. Paris: Cerf, 2004, Pp. 410 (Sources Chretiennes, 488).
- Ticônio. The Book of Rules. Trans. William S. Babcock. Atlanta: Scholars Press, 1989.
- Ticônio. "The Book of Rules, I–III." In Biblical Interpretation in the Early Church. Trans. K. Froehlich, 104–32. Philadelphia: Fortress Press, 1985.
- Ticônio (1894). «The Book of Rules of Tyconius» (PDF) (em latim)